# Hladová srna
Hladová srna je debutové řadové album české hudební skupiny Trautenberk, vydané 1. července 2013. Jde o první a jediné řadové album s Tomášem „Obrem“ Paimou na postu zpěváka.

## Podrobnosti
Jde o dosud nejdelší album kapely.
Skladba „Pytlák“ obsahuje úryvky z filmu Kamarád do deště.
Poslední skladba „Klatovák“ končí bujarým zpěvem refrénu písně „An Angel“ od skupiny The Kelly Family.

## Videoklipy
Klipy byly natočeny ke skladbám „Selka“  a „Pot" .

## Seznam skladeb
Autory hudby všech skladeb jsou Dalibor Dvořák a Marek Vais, autorem textů je Luboš Valeček.
| Pořadí         | Název          | Délka |
| -------------- | -------------- | ----- |
| 1.             | Kejklíř        | 3:06  |
| 2.             | Dáma           | 3:51  |
| 3.             | Anička         | 1:00  |
| 4.             | Pot            | 2:34  |
| 5.             | Selka          | 4:31  |
| 6.             | Pyroman Roman  | 3:14  |
| 7.             | Slepička       | 4:18  |
| 8.             | Pytlák         | 3:58  |
| 9.             | Medvěd         | 3:08  |
| 10.            | Klatovák       | 4:11  |
| Celková délka: | Celková délka: | 34:03 |

## Obsazení
- Tomáš Paima –⁠ zpěv
- Luboš Valeček –⁠ zpěv
- Marek Vais –⁠ kytara a zpěv
- Dalibor Dvořák –⁠ kytara
- Jan Suchý –⁠ basová kytara
- Jiří Hodl –⁠ bicí

Produkce